# AV Гидры
AV Гидры (лат. AV Hydrae) — тройная звезда в созвездии Гидры на расстоянии приблизительно 1334 световых лет (около 409 парсек) от Солнца.
Пара первого и второго компонентов — двойная затменная переменная звезда типа Беты Лиры (EB). Видимая звёздная величина звезды — от +10,77m до +10,2m. Орбитальный период — около 0,6834 суток (16,402 часа).
Открыта Куно Хофмейстером в 1934 году**.

## Характеристики
Первый компонент — белая звезда спектрального класса A1. Масса — около 2,76 солнечной, радиус — около 2,16 солнечного, светимость — около 58,29 солнечной. Эффективная температура — около 9400 K.
Второй компонент — жёлто-белая звезда спектрального класса F. Масса — около 1,63 солнечной, радиус — около 1,75 солнечного, светимость — около 4,3 солнечной. Эффективная температура — около 6538 K.
Третий компонент — красный карлик спектрального класса M. Масса — около 0,38 солнечной. Орбитальный период — около 37,2 года.